# Lista de membros da Royal Society eleitos em 1694
Esta é uma lista de Membros da Royal Society eleitos em 1694.

## Fellows
- Patrick Gordon (m. 1702)
- John Jackson (1672 - 1724)
- James Brydges (1673 - 1744)